# Santuario della Madonna del Carmine (Catania)
Il santuario di Maria SS Annunziata del Carmine si trova a Catania in piazza Carlo Alberto, nel quartiere Santissima Annunziata dei Carmine.

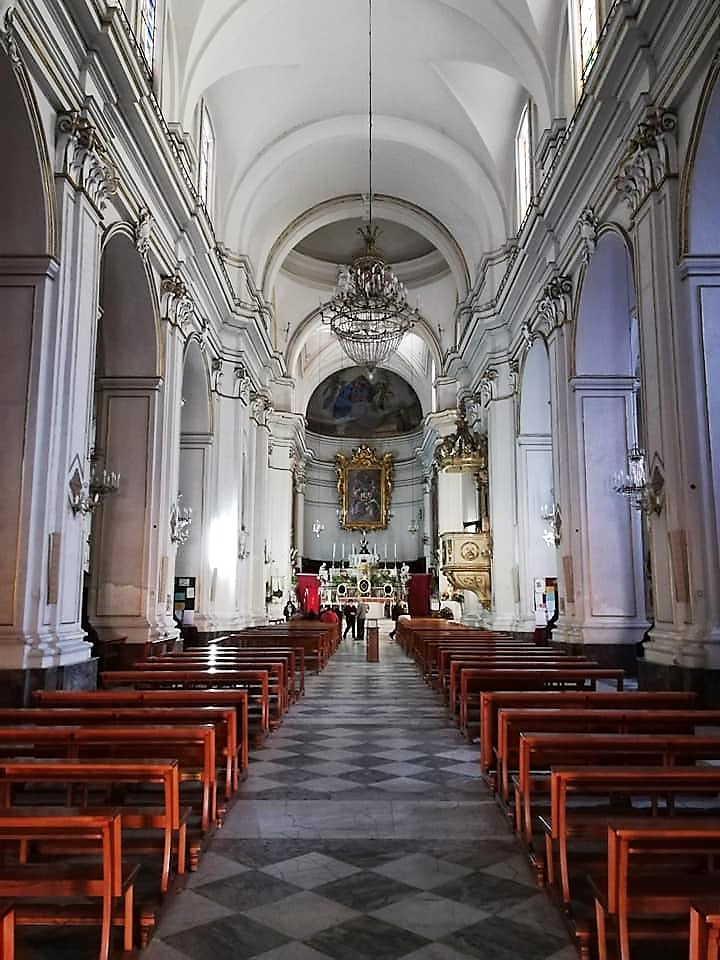
Navata.

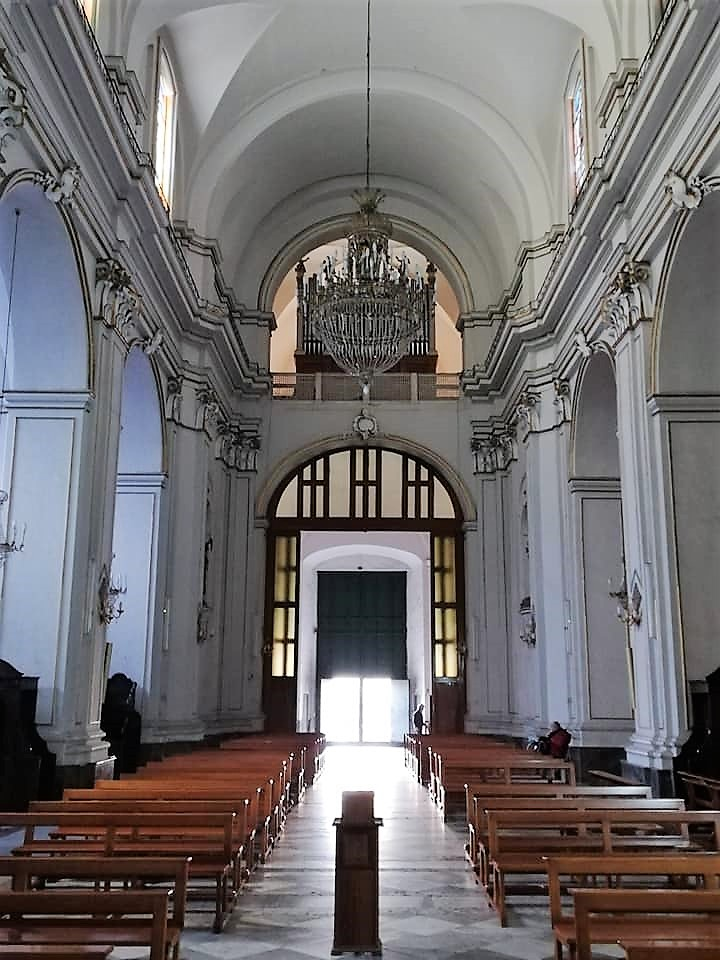
Controfacciata.

## Storia

### Epoca normanno - aragonese
La chiesa sorge in un'area un tempo adibita a necropoli, infatti all'interno del convento settecentesco (ora sede della Caserma "Antonio Santangelo Fulci") vi è la erronea tomba di Stesicoro.
Abbandonato il monte Carmelo in Palestina i padri carmelitani si insediarono intorno al 1245 fuori dalla Porta di Aci. In seguito godettero di molti beni e privilegi concessi dai reali aragonesi di Sicilia e da re Martino I di Sicilia e successori.

### Epoca spagnola contemporanea
Essa fu riedificata dal 1729, dopo il tremendo terremoto del 1693 e consacrata nel 1880 e nel 1883, quando fu solennemente incoronata la venerata immagine del XVIII secolo della Madonna di Sebastiano Ceccarini da Fano raffigurante il dono dello Scapolare a San Simone Stock.
In occasione dell'Anno mariano proclamato da papa Pio XII, nel giorno dell'Annunziata, il 25 marzo 1954, fu elevata a santuario dall'arcivescovo di Catania, monsignore Guido Luigi Bentivoglio, quale testimonianza e riconoscimento della fede e della grande tradizione dei suoi sette secoli di vita. Nel 1971 è stata eretta a parrocchia, sempre dall'arcivescovo Bentivoglio, con il titolo di "Maria Santissima Annunziata al Carmine".
Nel novembre del 1988 papa Giovanni Paolo II l'ha elevata alla dignità di basilica minore e consacrata dall'arcivescovo monsignore Domenico Picchinenna.

## Esterno

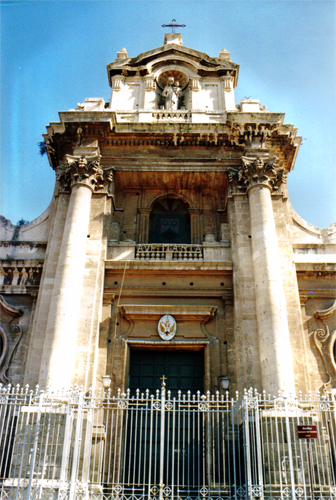
Dettaglio della facciata

La chiesa si inserisce in modo scenografico nella pur grande piazza sulla quale è costruita. La facciata è realizzata in tre corpi affiancati ed in quello centrale, sopra il portale, è inserita una statua della Madonna del Carmine.
Il prospetto, attribuito all'architetto Francesco Battaglia, è rivolto ad occidente e presenta tre porte divise da due altissime semicolonne attaccate ai muri al di sopra delle quali si erge una monumentale nicchia, dalle caratteristiche ad altare, dove è posta una gigantesca statua in marmo raffigurante la Madonna del Carmine.
La porta centrale della facciata è sormontata da un finestrone rettangolare con una vetrata con stemma dell'Ordine, mentre le due laterali presentano delle finestre che oltre che arricchire ne snelliscono l'architettura.
Dietro il nicchione della statua della Madonna è situata la cella campanaria con quattro campane; la più antica e la più grande risale al 1525 ed è opera di Matteo Sanfilippo da Tortorici. La seconda è del 1833 ed è dedicata al SS. Sacramento mentre la terza, fusa nel 1838, porta la dedica alla Madonna del Carmine. La più piccola è del 1933 a ricordo del 50º anniversario dell'incoronazione dell'immagine della Madonna del Carmine da parte del Capitolo Vaticano.

## Interno
L'interno del Santuario, preceduto da un ampio vestibolo, è sontuoso, a tre navate con archi di comunicazione sorretti da pilastri quadrangolari, transetto e absidi. La chiesa, che misura 68 metri di lunghezza per 26 di larghezza, è la terza per grandezza in città dopo la cattedrale di Sant'Agata e la chiesa di San Nicolò l'Arena. Ricca di altari, la chiesa ne ospita undici, in marmo policromo, sei dei quali, quelli delle navate laterali, sono uguali fra loro.

### Navata destra
Entrando nel santuario dalla navata di destra, detta anche del Crocifisso, si incontra una maestosa nicchia con cornice in pietra lavica levigata in cui è collocata la statua raffigurante San Giuseppe.
- Prima campata: Altare di San Spiridione. Sulla mensa campeggia la tela del 1946 raffigurante il vescovo Spiridione di Trimitonte, opera dipinta dal catanese Sebastiano Conti Consoli. Il dipinto sostituisce analogo soggetto del 1860 distrutto durante i bombardamenti del secondo conflitto mondiale.
- Seconda campata: Altare di San Giuseppe. Sulla mensa è custodito il dipinto raffigurante San Giuseppe pregato da Santa Teresa di Gesù, del 1782, opera di Francesco Gramignani Arezzi.
- Terza campata: Altare di Santa Maria Maddalena de' Pazzi. Il dipinto sulla mensa raffigura Santa Maria Maddalena de' Pazzi, opera realizzata nel 1818 dal pittore Giuseppe Zacco.

Nell'ultimo tratto di navata caratterizzato dal grande pilastro sono presenti due quadri di grande valore: la Tavola del Pastura, dipinto raffigurante Maria Carmelitana, del 1501, quel pittore siciliano seguace ed imitatore di Antonello da Messina e una tela raffigurante il Sogno di San Giuseppe, opera di anonimo del XVII secolo.

### Navata sinistra
Nella navata di sinistra, detta pure della Madonna del Carmine, in prossimità del vestibolo, è stata ricavata una nicchia che ospita il venerato simulacro in legno della Madonna del Carmine, della fine del XIX secolo.
- Prima campata: Altare di Sant'Angelo Carmelitano. Sulla sopraelevazione il quadro raffigurante Sant'Angelo di Gerusalemme è del 1818, opera di Giuseppe Zacco.
- Seconda campata: Altare di Santa Lucia e Santa Agata. Sulla sopraelevazione la tela del 1791 di Antonio Pennisi di Roma raffigurante le Sante Agata e Lucia, che ricorda la supplica che la santa siracusana fece al sepolcro della santa catanese per implorare la grazia della guarigione della madre. E, a ricordo della prima sepoltura della vergine e martire catanese, ai piedi del quadro è posta un'urna con il simulacro con il volto e le mani di cera che il popolino ha nel tempo identificato in Sant'Agata, patrona della città. In realtà si tratta del simulacro della baronessa Rosalba Petroso Grimaldi uccisa dal marito barone Orazio di Sangiuliano il 15 marzo 1784.
- Terza campata: Altare di Sant'Elia Profeta. La tela raffigurante Elia Profeta del 1750 è opera di Olivio Sozzi, restaurata nel 1936 da Giovanni Nicolosi e ancora nel 1987 da Giacomo Platania.

Nell'ultimo tratto di navata caratterizzato dal grande pilastro, sulla porta laterale della chiesa con ingresso dalla Via Giuseppe Verdi, vi è un grande quadro del XVIII secolo raffigurante Santa Maria Maddalena de' Pazzi, opera di autore ignoto.

### Transetto
- Absidiola destra: Cappella del Santissimo Crocifisso. Primitivo ambiente patrocinato dalla famiglia Alagona. Nell'edicola è collocato un Crocifisso ligneo del secolo XVIII, ai piedi sono presenti le statue dell'Addolorata e di San Giovanni Apostolo ed Evangelista. Sulla destra è presente il varco d'accesso alla sacrestia.
  - Braccio transetto: Cappella di San Giovanni Decollato. Altare marmoreo allestito da Isidoro Martino nel 1880 con pregevole tela del 1856 dei fratelli Francesco e Giuseppe Vaccaro da Caltagirone, tela raffigurante la Decapitazione del Battista. Sulla mensa è collocata un'urna contenente le ossa del martire San Sinforo (III sec.) donata da papa Pio VII.
- Absidiola sinistra: Cappella della Madonna del Carmelo. Primitivo ambiente patrocinato dalle famiglie Biscari, Paternò - Castello. Sulla sopraelevazione la tela del '700 di notevole fattura opera di Sebastiano Ceccarini da Fano, riproducente la Madonna con il bambino che porge lo scapolare a San Simone Stock. L'immagine è stata solennemente incoronata nel 1883 dal Capitolo Vaticano. In questa cappella, nello spazio adiacente e nell'abside maggiore sono presenti parecchi monumenti funebri di nobili benefattori della chiesa e di eminenti personalità.
  - Braccio transetto: Cappella del Sacro Cuore. Ambiente realizzato nel 1878, inizialmente dedicato a Sant'Elia profeta, la cui statua nel 1920 fu rimossa e collocata nella nicchia della navata centrale di fronte al pulpito.

### Presbiterio
Ambiente sopraelevato di 64 centimetri dal pavimento del corpo centrale, ospita l'altare maggiore in marmo policromo adornato con le statue di Mosè e di Elia. Dietro l'altare è collocato il coro del 1600 in noce scolpito. Nell'abside si erge maestosa la pregevole tela raffigurante l'Annunciazione, del secolo XVIII, opera del pittore catanese Filomena.
Nel catino dell'abside e sulle pareti dell'altare maggiore sono stati realizzati tre affreschi, del 1898 del catanese Natale Attanasio, raffiguranti rispettivamente la Visione eliana della nuvoletta che sale dal mare, Elia il profeta rapito in cielo su un carro di fuoco, la Consegna della regola carmelitana.
Al centro della volta dell'abside domina lo stemma in stucco dell'Ordine Carmelitano, con scudo accollato all'aquila imperiale germanica a due teste di Svevia - Sicilia, sormontata da corona reale e col motto Decor Carmeli. Lungo il corpo della navata si trovano tre nicchie dove sono collocate le statue di Sant'Alberto di Sicilia, Santa Maria Maddalena de' Pazzi e Sant'Elia profeta ispiratore dei Carmelitani. Quest'ultima, la più pregiata, eseguita nel 1727, è in legno massiccio.

## Sacrestia

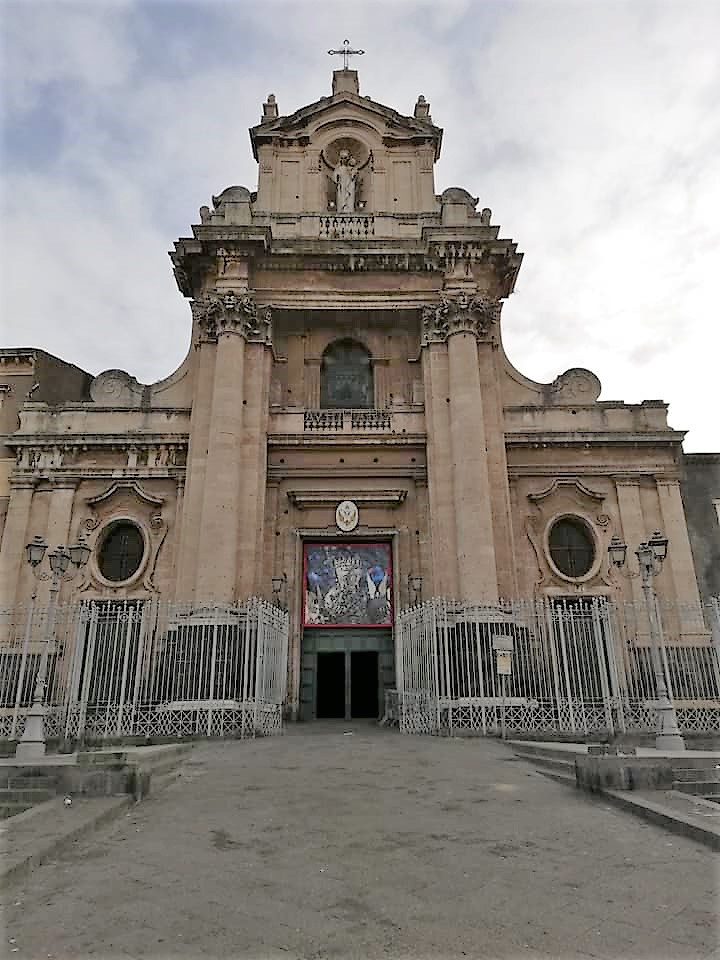
Prospetto.

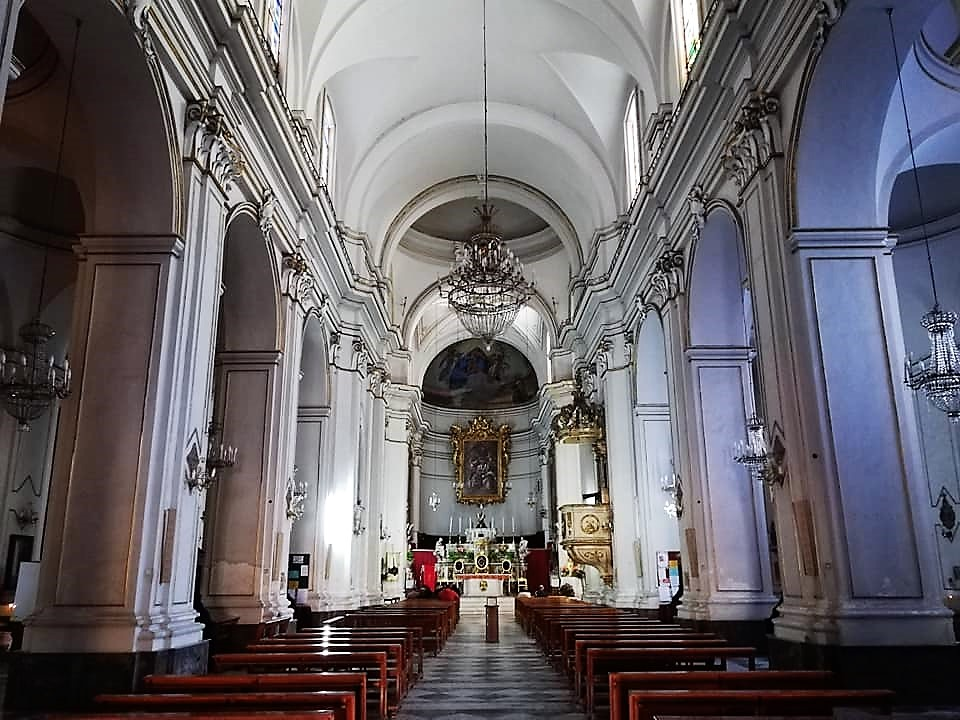
Navata.

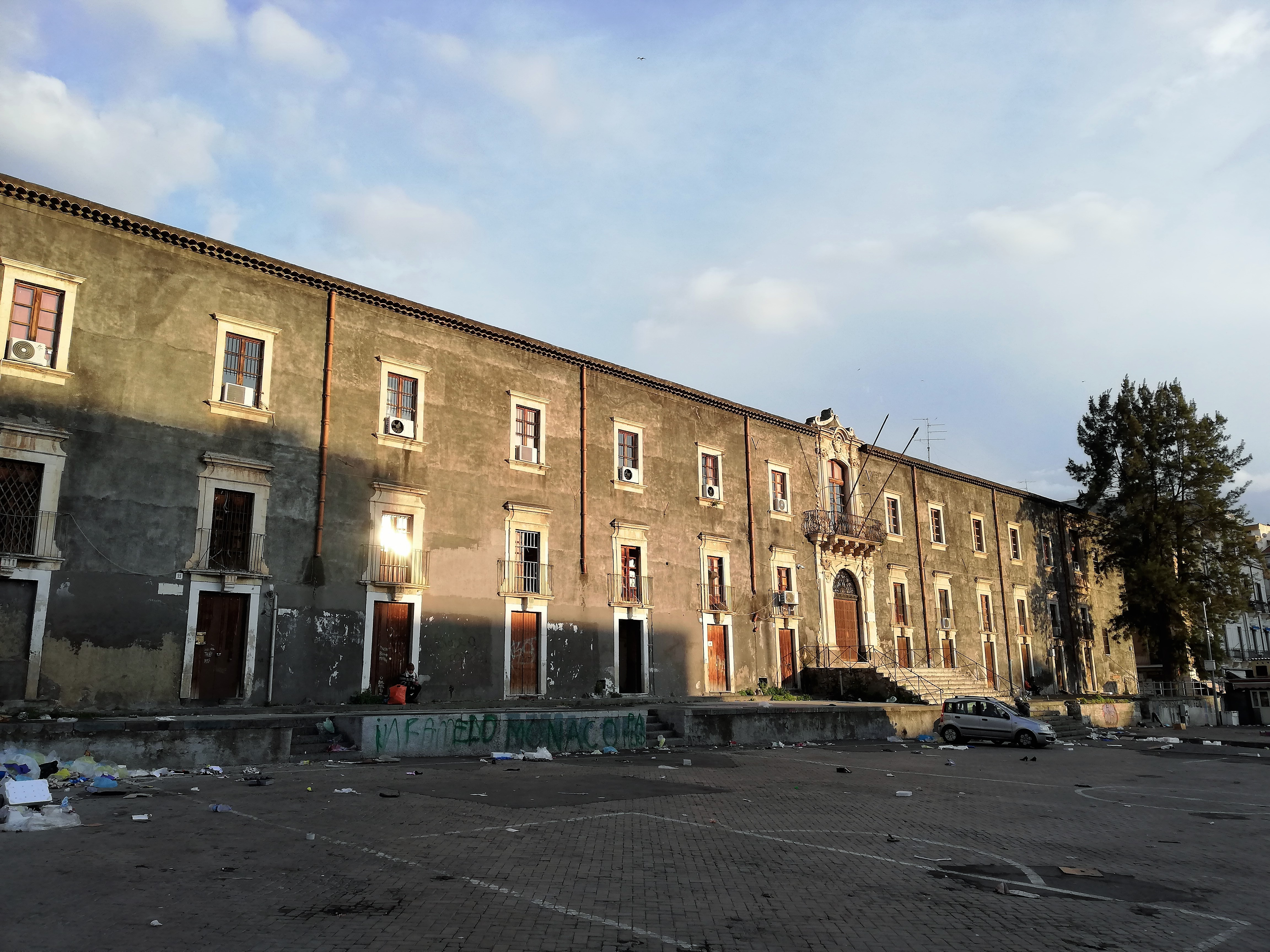
Prospetto convento.

Locale abbellito da graziosi stucchi settecenteschi e da un'opera in terracotta smaltata riproducente l'Apparizione della Vergine sul monte Carmelo.

## Organo
Il Santuario è dotato di un organo del 1963, ma di buona fattura e potente sonorità, collegato alle canne che trovano alloggiamento nella maestosa cantoria che si affaccia sulla navata centrale.

## Vetrate
Il Santuario è impreziosito con l'arredo di 14 artistiche vetrate lavorate su vetro e piombo secondo un uso antichissimo della tecnica medievale detta "grisaille".
I temi iconografici sono tratti dal mondo carmelitano:
- Maria, bellezza e splendore del Carmelo, che dona lo Scapolare a S. Simone Stock
- L'annunciazione dell'Angelo a Maria
- Il profeta Elia rapito in cielo da un carro di fuoco che dona il mantello ad Eliseo
- Elia, l'uomo che cammina sempre alla presenza di Dio, e la Visione della nuvoletta
- Santa Teresa d'Avila'
- San Giovanni della Croce
- Santa Teresa del Bambin Gesù
- Santa Maria Maddalena de' Pazzi
- Sant'Alberto di Trapani
- Sant'Angelo di Sicilia
- Sant'Andrea Corsini, vescovo
- San Pier Tommaso, vescovo
- Beato Tito Brandsma, martire nel lager di Dachau
- Beato Luigi Rabatà

## Convento
L'intero aggregato monumentale sorge su un'altura formata dalla colata lavica preistorica detta dell'Armisi e la piazza sottostante col tempo fu denominata Piano del Carmine fuori dalla Porta di Aci. La zona si rivelò ben presto area di grande interesse archeologico per via dei numerosi ritrovamenti di sepolture tardoantiche effettuati.
Il primitivo convento è militarmente occupato tra il 17 e il 25 agosto essendo Ettore Pignatelli, conte e duca di Monteleone viceré di Sicilia, Carlo V d'Asburgo re di Sicilia e imperatore del Sacro Romano Impero.
Nel 1721 giunsero i monaci della più stretta osservanza.
Con l'emanazione delle leggi eversive il convento fu interamente confiscato e destinato a caserma, ma buona parte di esso era già caserma borbonica fin dai moti del 1848.
Al presente le strutture sono sede del "C.D.E.I. Antonio Santangelo Fulci" 

### Chiesa di San Leone
Nel perimetro del convento esistono i resti di un grande edificio funebre romano della seconda metà del secondo secolo d.C. scambiato erroneamente per il sepolcro del poeta greco Stesicoro e anche per la primitiva chiesa di San Leone ove la tradizione e il racconto popolare vuole fosse ubicata la prima sepoltura di Sant'Agata il cui corpo fu poi trasferito presso la chiesa di Sant'Agata la Vetere.